# Nimble Giant Entertainment
Nimble Giant Entertainment, SA (anteriormente conocida como NGD Studios) es una empresa desarrolladora de videojuegos argentina creada en 2002, con sede en Buenos Aires, Argentina. El estudio fue adquirido por Saber Interactive en 2020.

## Historia
La empresa fue fundada en 2002 bajo el nombre de NGD Studios. Comenzó como la fusión de tres grupos que tenían una visión en común: traer el mercado de los videojuegos multijugador masivo en línea (MMO) a Latinoamérica. En sus inicios, desarrollaron dos videojuegos sobre el kit de construcción Mis Ladrillos, que es similar a los juguetes Lego.
En 2004, NGD Studios creó una división de videojuegos para móviles, creando videojuegos para marcas conocidas como Axe y colaborando con la multinacional GlobalFun. Después de lanzar algunos videojuegos exitosos, GlobalFun adquirió la división móvil de NGD Studios en 2005.
Con la ayuda de los videojuegos móviles y advergames desarrollados durante los años anteriores, NGD Studios pudo reunir fondos para poder desarrollar su primer videojuego original. Después de 4 años de desarrollo, NGD Studios lanzó en 2007 Regnum Online, el primer MMORPG comercial creado en la región. El videojuego usa un motor de videojuego propietario llamado NG3D, diseñado especialmente para videojuegos MMO. Después del lanzamiento, la empresa tuvo dificultades para poder seguir financiando el videojuego, por lo que tuvieron que seguir recurriendo a ayudas externas, pero una vez que el videojuego alcanzó una base de jugadores constante, NGD Studios pudo contratar a más personal. En 2008, el videojuego ya podía cubrir el costo de mantención. Regnum Online fue un éxito internacional y es considerado uno de los videojuegos argentinos más exitosos. Años después, NGD Studios cambiaría el título del videojuego a Champions of Regnum.
Con la actualización del motor NG3D a su versión 2.0, NGD Studios realizó actualizaciones gráficas en Regnum Online en 2010. En 2011, lanzaron un videojuego llamado Bunch of Heroes, realizado con el nuevo NG3D 2.0 (más tarde llamado Perfection).
En 2012, lanzaron el videojuego Maldark: Conqueror of Worlds en colaboración con Cartoon Network para su serie Level Up. En 2014, nuevamente colaboraron con el canal de televisión para una nueva versión para PC de Adventure Time: Finn & Jake's Epic Quest.
Durante algunos años, NGD Studios estuvo en conversaciones con Wargaming sobre la realización de un proyecto en conjunto. Luego de que Wargaming adquiriera los derechos de la franquicia Master of Orion de Atari,NGD Studios le propuso hacer una nueva entrega de la serie de videojuegos. Tras algunos años en desarrollo, en 2016 se lanza Master of Orion: Conquer the Stars, un reinicio de la serie. Es considerado el primer videojuego AAA de Argentina. Durante el desarrollo de este videojuego, la plantilla de NGD Studios aumentó a alrededor de 50 empleados.
En 2017, NGD Studios adquirió Red Katana, un estudio de videojuegos argentino fundado en 2010, convirtiendo a su fundador, Martín Cao, en sustituto de Andrés Chilkowski como director general.
En mayo de 2019, NGD Studios cambió su nombre a Nimble Giant Entertainment con la contratación del exejecutivo de Rockstar Games, Jeronimo Barrera, como su vicepresidente de desarrollo de productos. Barrera dejó el estudio en julio de 2020.
En noviembre de 2020, Embracer Group anunció que adquirió Nimble Giant Entertainment a través de Saber Interactive, que sería la empresa matriz. En 2022, Nimble Giant Entertainment anunció que estaban colaborando con Epic Games desde hace algunos años en añadir nuevas funciones y características a Fortnite Creativo.
En 2023, Nimble Giant Entertainment se asoció con Paradox Interactive para lanzar Star Trek: Infinite, un videojuego de estrategia ambientado en el universo de Star Trek.
En marzo de 2024, Saber Interactive fue vendida a Beacon Interactive, una nueva empresa del cofundador de Saber, Matthew Karch. Muchos de los estudios de Saber Interactive, incluido Nimble Giant Entertainment, se incluyeron en la venta.

## Videojuegos desarrollados
| Año  | Título                                                           | Plataforma(s)                                            | Editor(es)                 | Ref.                 |
| ---- | ---------------------------------------------------------------- | -------------------------------------------------------- | -------------------------- | -------------------- |
| 2003 | Mis Ladrillos Interactivo                                        | Microsoft Windows                                        | Mis Ladrillos              | [ 38 ] [ 7 ]         |
| 2003 | Mis Ladrillos Interactivo: El Misterio de los Ladrillos Maestros | Microsoft Windows                                        | Mis Ladrillos              | [ 39 ] [ 7 ]         |
| 2004 | Absolute Puzzle                                                  | J2ME                                                     | GlobalFun                  | [ 7 ]                |
| 2004 | Clear Out                                                        | J2ME                                                     | GlobalFun                  | [ 7 ]                |
| 2004 | Axe - Marcales el Camino                                         | J2ME                                                     | GlobalFun                  | [ 7 ]                |
| 2005 | Billy the Kid: Wanted                                            | J2ME                                                     | GlobalFun                  | [ 7 ]                |
| 2006 | Great Legends: Billy the Kid II                                  | J2ME                                                     | GlobalFun                  | [ 7 ]                |
| 2006 | Absolute Puzzle Split                                            | J2ME                                                     | GlobalFun                  | [ 7 ]                |
| 2007 | Great Legends: Vikings                                           | J2ME                                                     | GlobalFun                  | [ 7 ]                |
| 2007 | Regnum Online                                                    | Microsoft Windows                                        | NGD Studios                | [ 2 ] [ 9 ]          |
| 2008 | Axe - Tetris                                                     | J2ME                                                     | GlobalFun                  | [ 7 ]                |
| 2009 | Absolute Puzzle Deluxe                                           | J2ME                                                     | GlobalFun                  | [ 7 ]                |
| 2011 | Bunch of Heroes                                                  | Microsoft Windows                                        | NGD Studios                | [ 17 ] [ 18 ] [ 19 ] |
| 2011 | Realms Online                                                    | Macintosh Microsoft Windows                              | GameSamba                  | [ 40 ]               |
| 2012 | Maldark: Conqueror of Worlds                                     | Microsoft Windows                                        | Cartoon Network Games      | [ 17 ]               |
| 2013 | Champions of Regnum                                              | Linux Macintosh Microsoft Windows                        | NGD Studios                | [ 13 ] [ 14 ]        |
| 2014 | Adventure Time: Finn & Jake's Epic Quest                         | Microsoft Windows                                        | Cartoon Network Games      | [ 20 ]               |
| 2016 | Master of Orion: Conquer the Stars                               | Linux Macintosh Microsoft Windows                        | Wargaming                  | [ 25 ]               |
| 2019 | Drone Strike Force                                               | Microsoft Windows                                        | Odisi Games                | [ 41 ]               |
| 2020 | Quantum League                                                   | Microsoft Windows PlayStation 4 Xbox One Nintendo Switch | Nimble Giant Entertainment | [ 42 ]               |
| 2020 | Rocket Arena                                                     | PlayStation 4 Xbox One Microsoft Windows                 | Electronic Arts            | [ 43 ]               |
| 2020 | Hellbound                                                        | Microsoft Windows                                        | Nimble Giant Entertainment | [ 44 ]               |
| 2023 | Star Trek: Infinite                                              | Microsoft Windows Macintosh                              | Paradox Interactive        | [ 36 ]               |